# Всхова (гмина)
Всхова (пол. Wschowa) — гмина (волость) в Польше, входит как административная единица в Всховский повет, Любушское воеводство. Население — 21 686 человек (на 2004 год).

## Соседние гмины
1. Гмина Нехлюв
2. Гмина Слава
3. Гмина Шлихтынгова
4. Гмина Свенцехова
5. Гмина Виево
6. Гмина Влошаковице